# Mark Iossifowitsch Freidlin
Mark Iossifowitsch Freidlin (russisch Марк Иосифович Фрейдлин; * 1938 in Moskau) ist ein russisch-US-amerikanischer Mathematiker (Stochastik, Analysis) und Hochschullehrer an der University of Maryland.
Freidlin wurde 1962 bei Eugene Dynkin an der Lomonossow-Universität promoviert. 1970 wurde er habilitiert (russischer Doktortitel). Damals gab es ein zunehmend antisemitisches Klima an der Fakultät für Mathematik und Mechanik und er wechselte mit Unterstützung von Andrei Kolmogorow an die Biologie-Fakultät. 1979 beantragte er die Ausreise und war danach acht Jahre nicht beschäftigt. 1987 wechselte er an die University of Maryland. 2000 wurde er dort Distinguished Professor.
Er ist einer der Begründer der Theorie großer Abweichungen (Large Deviations) bei stochastischen Prozessen (Satz von Freidlin und Wentzell). Er befasst sich mit stochastischen partiellen Differentialgleichungen und Dynamischen Systemen.
1998 war er eingeladener Sprecher auf dem Internationalen Mathematikerkongress in Berlin (Random and deterministic perturbations of nonlinear oscillators).
2012 wurde er Fellow der American Mathematical Society. Zu seinen Doktoranden gehört Jürgen Gärtner.

## Schriften
- mit Александр Дмитриевич Вентцель: Флуктуации в динамических системах под действием малых случайных возмущений. Наука, Москва 1979, (englisch: mit Alexander D. Wentzell: Random perturbations and dynamical systems (= Grundlehren der mathematischen Wissenschaften. 260). Springer, New York NY u. a. 1984, ISBN 0-387-90858-7).